# Fiat City Taxi
La Fiat City Taxi est un prototype de voiture conçu et réalisé en interne par le constructeur italien Fiat S.p.A.
Il a été exposé au Salon  de l'automobile de Turin en 1968.
Cette étude de style et conceptuelle, a été menée par le Centro Ricerche Fiat avec le concours de Pio Manzù, un designer turinois indépendant qui a toujours travaillé en étroite collaboration avec le groupe Fiat.

## Le projet
Le City Taxi devait répondre à un cahier des charges particulièrement rigoureux, fixé par la direction du géant italien. Considérant la typologie des villes italiennes avec des centres historiques très anciens et les rues étroites, l'idée était de proposer un véhicule destiné au transport de personnes adapté à ces conditions de trafic. Il fallait également que le véhicule puisse circuler sur les grandes artères et boulevards périphériques des grandes villes. Il fallait donc loger quatre personnes dans un espace habitable confortable mais occupant un minimum de surface. La carrosserie fut définie comme une « étude de forme pour le transport urbain », d'un concept très novateur au niveau esthétique et motorisation.
Les dimensions de la voiture sont peu différentes de celles de la Fiat 850 berline « Idroconvert » dont elle utilise la plate-forme : 
- longueur : 3 520 mm,
- largeur : 1 450 mm,
- hauteur : 1 600 mm,

Le moteur est placé à l'arrière reprenant celui de la Fiat 850 berline, développant ch avec une boîte de vitesses automatique et convertisseur de couple hydraulique. 
L'accessibilité du conducteur s'opère par une portière traditionnelle côté gauche, celle des 3 passagers sur la banquette arrière, du côté droit uniquement, par une large porte coulissante électrique. À côté du conducteur, l'espace est occupé par un siège avec dossier rabattable pour déposer des bagages tenus par une sangle.
Le conducteur bénéficie d'un radio téléphone dont le micro est placé à côté du pare-soleil et les passagers d'un écran de télévision. 
Ce véhicule inaugure le logo Fiat avec les 4 lettres insérées dans des losanges alignés qui sera de rigueur à partir de 1972.